# Шеин, Степан Иванович
Степан Иванович Шеин  (1904 год, село Тюковка, Воронежская губерния — дата и место смерти неизвестны) — колхозник, Герой Социалистического Труда (1948).

## Биография
Родился в 1904 году в селе Тюковка (ныне — Борисоглебский городской округ Воронежской области).
В 30-е годы XX столетия переехал в Казахскую ССР. С 1937 года работал трактористом в Меркенской МТС Джамбульской области. В 1939 году был назначен бригадиром тракторной бригады.
В 1947 году бригада Степана Шеина убрала по 506 центнеров сахарной свеклы с участка площадью 120 гектаров. За этот доблестный труд он был удостоен в 1948 году звания Героя Социалистического Труда.

## Награды
- Герой Социалистического Труда (1948);
- Орден Ленина (1948);
- Медаль «За доблестный труд в Великой Отечественной войне 1941—1945 гг.».